# Opuntia
Opuntia es un género de plantas de la familia de las cactáceas que consta de más de 300 especies, todas nativas del continente americano, que habitan desde el sur de Canadá hasta el norte de la Patagonia, donde crecen de forma silvestre. También es conocido como árbol de tunas.

## Descripción
Este extenso género abarca plantas de muy diferentes tamaños, desde la pequeña Opuntia microdasys var. albispina, llamada comúnmente “ala de ángel” por sus gloquidios de diminutas espinas blancas que le dan un aspecto afelpado, hasta especies arbustivas o arbóreas con tronco y copa, como Opuntia leucotricha, que puede llegar a medir 5 m de altura. Son plantas muy rústicas y ramificadas, con ramas muy extendidas o inclinadas. Los segmentos (cladodios) son característicos del género, con apariencia de hoja carnosa, planos y generalmente ovales; tienen la capacidad de convertirse en tallos y a su vez emitir nuevos segmentos y flores.
Otra peculiaridad son los gloquidios alrededor de las areolas; cojincillos de diminutas y finas espinas (como cabellos) que dan a algunas especies aspecto afelpado.
Algunas especies poseen duras espinas, de hasta 10 cm de largo, recubiertas por una sierra dentada en sentido opuesto, por lo que si se clavan en la piel la extracción suele ser algo dolorosa.

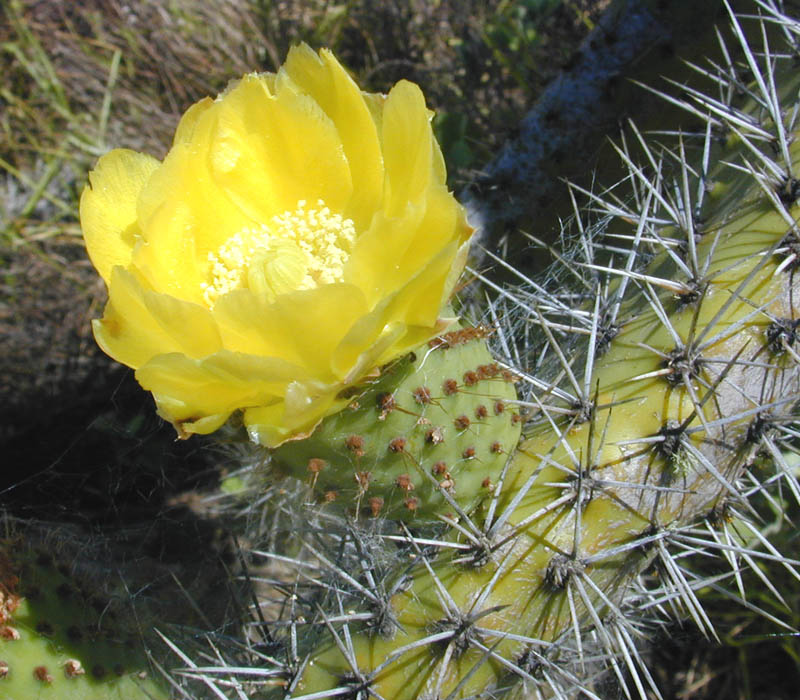
Opuntia ficus-indica

Las flores de estas plantas son grandes, muy abiertas y de colores que varían entre el amarillo, naranja, rojo y hasta púrpura, aparecen en los bordes de los segmentos, pudiendo nacer incluso en las areolas de los frutos. Los frutos tienen un sictoma relajante, lo que origina un grupo de frutos arracimados surgidos de cada flor.
El fruto es globoso u ovoide, de tres a cinco centímetros de longitud, de color verde que se torna rojizo o anaranjado al madurar, o amarillo o blanco en ciertas variedades. Es una baya cubierta de areolas con espinas cortas, pero fuertes, similares a las del tallo que la produce, pudiendo ser moradas, blancas, amarillas, lilas, rosadas, coloradas y anaranjadas. La pulpa se encierra en su interior, es de un color carmín, amarillo, blanco o verde, y ofrece un sabor agradable y refrescante cuando está bien madura. Las numerosas semillas que contiene y que inevitablemente deben ser consumidas junto con la carne del fruto, suelen ser algo incómodas, pese a no ser perjudiciales para el organismo y, contrariamente, resultan digestivas.
Pese a ser un grupo muy amplio y heterogéneo, todas las especies comparten el metabolismo ácido de las crasuláceas (CAM) para la fijación de dióxido de carbono para la fotosíntesis. De este modo, la absorción del CO2 de la atmósfera se lleva a cabo únicamente por la noche, cuando la planta abre sus estomas, y de este modo evita tener que abrirlos por el día (lo que supondría una gran pérdida de agua en su clima árido natural).

### Especie tipo
La especie tipo es Opuntia ficus-indica, conocida popularmente como xoconostle, nopal o chumbera; sus frutos comestibles, las tunas o higos chumbos, son muy populares en México, Guatemala, Honduras, El Salvador, Chile, Argentina, Perú, Sicilia, en el sur de Italia, las islas Canarias, Andalucía, Extremadura, en el sur de Castilla y el Levante español, donde incluso se hacen productos tales como zumos, dulces o cerveza con sus frutos. También se encuentra asilvestrada en gran parte de África del Norte y en el Desierto del Sahara, aunque su popularidad y aprovechamiento es desigual y en algunas zonas inexistente.

## Taxonomía
El género fue descrito por Philip Miller y publicado en The Gardeners Dictionary...Abridged...fourth edition vol. 2. 1754.
Etimología
Opuntia: nombre genérico que proviene del griego usado por Plinio para una planta que creció alrededor de la ciudad de Opunte, en Grecia.